# سیارک ۱۷۳۵۱
سیارک ۱۷۳۵۱ (به انگلیسی: 17351 Pheidippos، نامگذاری:1973SV) هفده هزار و سیصد و پنجاه و یکمین سیارک کشف شده‌است که در ۱۹ سپتامبر ۱۹۷۳ کشف شد.
قدر مطلق سیارک برابر ۱۱٫۳۰ است.